# Sharon Gesthuizen
Sharon Gesthuizen (Nijmegen, 23 de enero de 1976) es una política neerlandesa que ocupa un escaño en el Segunda Cámara de los Estados Generales desde el 20 de noviembre de 2006 por el Partido Socialista. Además, entre las elecciones municipales de 2006 y las elecciones parlamentarias de noviembre de 2006 fue miembro del Consejo de Haarlem. El 21 de marzo el año 2016 Gesthuizen anunció su salida de la política.